# ريان كاميليري
ريان كاميليري (بالإنجليزية: Ryan Camilleri)‏ (22 مايو 1988 في مالطا - ) هو مدرب كرة قدم ولاعب كرة قدم مالطي في مركزي الظهير والدفاع. شارك مع منتخب مالطا لكرة القدم. أما مع النوادي، فقد لعب مع نادي فاليتا ونادي هيبرنيانز وPietà Hotspurs F.C. ‏.

## وصلات خارجية
- ريان كاميليري على موقع الاتحاد الأوربي (الإنجليزية)
- ريان كاميليري على موقع قاعدة بيانات كرة القدم.إي يو (الإنجليزية)
- ريان كاميليري على موقع ناشيونال فوتبول تيمز (الإنجليزية)
- ريان كاميليري على موقع Soccerway.com (الإنجليزية)
- ريان كاميليري على موقع عالم كرة القدم.نت (الإنجليزية)